# Bevan Docherty
Bevan Docherty (ur. 29 marca 1977 w Taupō) – nowozelandzki triathlonista, dwukrotny medalista olimpijski, mistrz i wicemistrz świata.
Największym jego sukcesem jest srebrny medal igrzysk olimpijskich w Atenach i brązowy igrzysk olimpijskich w Pekinie oraz mistrzostwo świata z 2004 roku. Wicemistrz Igrzysk Wspólnoty Narodów w 2006 roku.